# Dasht-e Nāşerī
Dasht-e Nāşerī (persiska: دشت ناصری, Nāşerī, ناصری) är en ort i Iran.   Den ligger i provinsen Kohgiluyeh och Buyer Ahmad, i den centrala delen av landet, 500 km söder om huvudstaden Teheran. Dasht-e Nāşerī ligger 1 092 meter över havet och antalet invånare är 132.
Terrängen runt Dasht-e Nāşerī är kuperad söderut, men norrut är den bergig. Runt Dasht-e Nāşerī är det ganska glesbefolkat, med 47 invånare per kvadratkilometer. Närmaste större samhälle är Landeh, 7,9 km sydväst om Dasht-e Nāşerī. Omgivningarna runt Dasht-e Nāşerī är i huvudsak ett öppet busklandskap.